# 日常生活の冒険
『日常生活の冒険』（にちじょうせいかつのぼうけん）は大江健三郎の長編小説。『文學界』1963年（昭和38年）2月号から1964年（昭和39年）2月号にかけて連載され（全13回）、1964年に文藝春秋より単行本が出版された。現在では新潮文庫から文庫版が出版されている。

## 概要
メインキャラクターの斎木犀吉は伊丹十三をモデル人物としている。本作には多様な飲食物や車の名前が登場するが、伊丹仕込みであり、小谷野敦は本作と同時期に書かれた伊丹のエッセイ『ヨーロッパ退屈日記』を「元ネタ」としている。『大江健三郎全小説14』の解題において尾崎真理子は「『日常生活の冒険』は『ヨーロッパ退屈日記』と対で成立した作品だと言いたくなる」と述べている。
作家笠井潔は本作について「都市的スノビズムのあれこれを思想としてではなくディテールとして、ジャガーやシトロエンからサルトルやミラーにいたる固有名詞として、初めて日本の近代文学空間に方法的に導入した」と評している。
語り手「ぼく」にも大江の実際の体験が反映されており、作中の「ぼくが書いた政治的な残酷物語が様々な他人たちの頭に、怒りのキノコを繁殖させ」、「ぼく」がヒポコンデリアに陥っている状況は「政治少年死す（「セヴンティーン」第二部）」発表後の大江の窮地を連想させる。また「ぼく」が「バルカン半島の社会主義国」から招待され、そこを経由してパリ、ロンドンに斎木犀吉に会いにいくくだりは、1961年2月、大江がブルガリア政府とポーランド政府の招きで、両国とギリシャ、イタリア、ソ連、フランス、イギリスを訪問している伝記的事実と符合する。
大江自身は本作を「『日常生活の冒険』など、愛好してくださる読者はいまもあるようなのですが、技法、人物のとらえ方など、小説の基本レヴェルを満たしていない。」と評価しておらず、1990年代にまとめられた選集『大江健三郎小説』には本作は収録されていない。

## あらすじ
若い作家である語り手「ぼく」のもとに、北アフリカから手紙が届く。手紙は「ぼく」の友人の斎木犀吉の情人のイタリア人夫人M・Mからのもので、手紙によると犀吉が現地のホテルで自殺したという。その報を受けて「ぼく」は犀吉との思い出を回想していく。
犀吉は独特な人格の持ち主で「人間はなぜ生きるのか、とか、性欲、勇気、誠実、憐憫などという言葉の本当の意味はなにか」という根本的なモラルについて瞑想する哲学的なモラリストであり、同時に「犯罪者的な素質」も持った「常習的な裏切り者…病的な嘘つき」でもあった。
彼は多くの人間が「およそ冒険的でない日常生活をいとなんでいるこの日々の現実世界のなかで、いかにも自由に冒険することのできた青年」であり、あげくに「日常生活の圏外、まさに冒険的な世界でのかれ独自の冒険をもとめて」遂に北アフリカまでたどり着いたのだった。
「ぼく」の日常生活の折々に犀吉が闖入し、彼に誘われて「ぼくが体験した日常生活のリアリスチックな冒険と、かれがその瞑想的な調子で話してくれた、かれのファンタスティクな冒険」が回想されて語られていく。
犀吉は最初、スエズ戦争の義勇兵志願の高校生として登場し、その後、新進映画俳優、夜警、バンタム級ボクサーのパトロン、演劇集団の立ち上げを目指す人物、など次々と職業や立場を変えて現れる。しかし何をやっても完遂できず「おれはまったくなにひとつやりとげなかったなあ。おれにはなにひとつやれなかったなあ。」との慨嘆をし、果てには自殺する。
語り手の「ぼく」は自殺の報を受けても完全にはそれを信じられず、犀吉の狂言なのではないかとも想像する。物語は犀吉がベイルートから「ぼく」にむけて送られた手紙を引用して終わる。
《元気だ、ギリシアの難破船の船長の話をきいたんだが、かれは航海日誌の最後にこう走り書きして死んでいた。イマ自分ハ自分ヲマッタク信頼シテイル、コウイウ気分デ嵐ト戦ウノハ愉快ダ。そこできみはオーデンのこういう詩をおぼえているかい？いまおれはそのことを考えている。
危険の感覚は失せてはならない／道はたしかに短い、また険しい／ここから見るとだらだら坂みたいだが。
それじゃ、さよなら、ともかく全力疾走、そしてジャンプだ、錘のような恐怖心からのがれて！》
物語においては、犀吉本人に加えて、彼の周囲の、最初の妻で盗癖のある卑弥呼、輸入洋品店店員の雉子彦、在日韓国人のボクサー金泰、二人目の妻で弱電機メーカー社長の娘＊＊＊鷹子、原爆症の青年暁、怪奇映画の監督ロイともとバレエダンサー・テリイ、などカラフルな登場人物たちが描かれていく。

## 書誌情報
- 『日常生活の冒険』（1964年、文藝春秋）
- 『大江健三郎全作品5』（1967年、新潮社）
- 武者小路実篤他編『日本文学全集50』（1971年、河出書房）
- 『日常生活の冒険』〈新潮文庫〉（1971年、新潮社）
- 『大江健三郎全小説14』（2019年、講談社）

### 翻訳
中国語
- 谢宜鹏訳『日常生活的冒险』〈大江健三郎作品集〉（1996年、作家出版社）